# Ковачевич, Марко
Марко Ковачевич (серб. Marko Kovačević / Марко Коваћевић; 8 июня 1985, Белград) — сербский хоккеист, защитник, ныне главный тренер сборной Сербии и ассистент главного тренера в белградском «Партизане». Провёл наибольшее количество игр за сборную Сербии (31 матчей).

## Карьера

### Клубная
Воспитанник хоккейной школы «Партизана». Начинал карьеру в «Войводине» из Нови-Сада, затем отправился в Канаду. Обучаясь в университете Макгилла, выступал за их студенческий хоккейный клуб и за команду «Садбери Вулвз». Ныне игрок «Партизана».

### В сборной
Отыграл 31 встречу. Играл на чемпионатах мира второго дивизиона 2001, 2003, 2005, 2008, 2009, 2011 и 2012 годов. Также выступил в первом дивизионе ИИХФ на чемпионате 2010 года.